# Maisoncelles, Sarthe
Maisoncelles är en kommun i departementet Sarthe i regionen Pays de la Loire i nordvästra Frankrike. Kommunen ligger i kantonen Bouloire som tillhör arrondissementet Mamers. År 2022 hade Maisoncelles 197 invånare.

## Befolkningsutveckling
Antalet invånare i kommunen Maisoncelles
| Referens: INSEE |